# Соболівка (Брусилівська селищна громада)
Соболі́вка — село в Україні, у Житомирському районі Житомирської області. Входить до складу Брусилівської селищної громади. Населення становить 358 осіб. До 2016 року орган місцевого самоврядування — Соболівська сільська рада.
Перша писемна згадка про село датована 1528 роком. Місцеві жителі вважають датою заснування села 1641 рік.[джерело?]
До 20 березня 1959 року село входило до складу Попільнянського району.

## Географія
Селом тече струмок Безіменний.